# Laura (filme)
Laura é um filme estado-unidense de 1944, do gênero suspense e film noir, dirigido por Otto Preminger, baseado no livro homônimo de Vera Caspary e lançado pela 20th Century Fox.
Em 1999, Laura foi selecionado para preservação nos Estados Unidos pela Biblioteca do Congresso como sendo "cultural, histórica ou esteticamente significativo". AFI nomeou-o como um dos 10 melhores filmes de mistério de todos os tempos, e também foi mencionado na série "Great Movies", de Roger Ebert.

## Sinopse
O detetive do Departamento de Polícia de Nova York, Mark McPherson, está investigando o assassinato de uma jovem, bonita e bem-sucedida executiva de publicidade, Laura Hunt, morta por um tiro de espingarda no rosto logo na entrada de seu apartamento.
Ele primeiro entrevista o carismático colunista de jornal Waldo Lydecker, um homem mais velho e imperioso que conta como conheceu Laura e se tornou seu mentor. Ela se tornou sua amiga platônica e companheira constante e, desejando mais, ele usou sua considerável fama, influência e conexões para avançar na carreira dela.
McPherson também questiona o noivo playboy parasita de Laura, Shelby Carpenter, um "homem mantido" amarrado a sua tia socialite rica, Ann Treadwell. Treadwell é tolerante com a paixão de sua sobrinha por Carpenter, aparentemente por sua aceitação prática da necessidade de Carpenter pela afeição de uma mulher mais próxima de sua idade.
Bessie Clary, governanta leal e altamente perturbada de Laura, também é questionada por McPherson.
Através do testemunho dos amigos de Laura e lendo suas cartas e diário, McPherson fica obcecado por ela – tanto que Lydecker finalmente o acusa de se apaixonar pela mulher morta. Ele também descobre que Lydecker estava com ciúmes dos pretendentes de Laura, usando sua coluna de jornal e influência para mantê-los afastados.
Uma noite, o detetive adormece no apartamento de Laura em frente ao seu retrato. Ele é acordado por uma mulher entrando com sua própria chave, e fica chocado que seja Laura. Ela encontra um vestido em seu armário que pertencia a uma de suas modelos, Diane Redfern. McPherson conclui que o corpo que se supõe ter sido Laura era de fato Redfern, atraído para lá por uma ligação por Carpenter enquanto Laura estava no país. Agora, com Laura ainda viva, desmascarar o assassino se torna ainda mais urgente.
Em uma festa comemorando o retorno de Laura, McPherson prende Laura pelo assassinato de Redfern. Ao questioná-la, ele se convence tanto de que ela é inocente quanto de que não ama Carpenter. Ele vai vasculhar o apartamento de Lydecker, onde suspeita de um relógio idêntico ao do apartamento de Laura. Em um exame mais detalhado, ele descobre que tem um compartimento secreto.
McPherson retorna ao apartamento de Laura. Lydecker está lá e percebe um vínculo crescente entre Laura e o detetive. Lydecker insulta McPherson e é mandado embora por Laura, mas faz uma pausa na escada do lado de fora. McPherson examina o relógio de Laura e encontra a espingarda que matou Diane, mas a deixa lá. Laura é confrontada com a verdade de que Lydecker é o assassino.
McPherson e Laura se beijam, então ele a tranca em seu apartamento, avisando-a para não admitir ninguém. Depois que ele sai, Lydecker, que havia entrado, recupera a espingarda, sai de outra sala e tenta matar Laura, dizendo que, se ele não pode tê-la, ninguém pode. Ela desvia seu tiro e foge assim que McPherson chega, e Lydecker é abatido pelo sargento de McPherson. As últimas palavras de Waldo são: "Adeus, Laura. Adeus, meu amor".

## Elenco
- Gene Tierney .... Laura

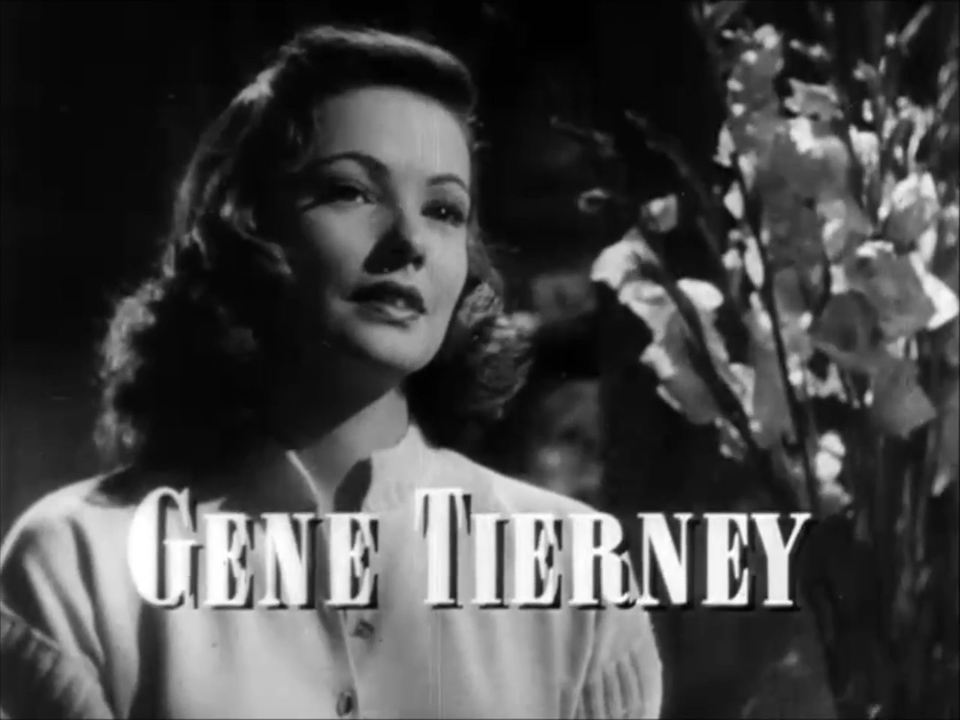
Gene Tierney como Laura

- Dana Andrews .... detetive McPherson
- Clifton Webb .... Waldo Lydecker
- Vincent Price ....  Shelby Carpenter
- Judith Anderson ....  Sra. Ann Treadwell
- Lane Chandler .... Detetive (não-creditado)
- Harold Miller ... Participante da festa

## Prêmios e indicações
Oscar 1945 (EUA)
- Venceu na categoria de melhor fotografia em preto-e-branco.
- Foi indicado para outras quatro categorias: melhor ator coadjuvante (Webb), melhor direção de arte em preto-e-branco, melhor diretor (Preminger) e melhor roteiro.

Reconhecimentos pelo American Film Institute:
- 100 Anos... 100 Filmes - Nomeado.[4]
- 100 Anos... 100 Suspenses - #73.[5]
- 100 Anos... 100 Paixões - Nomeado.[6]
- 100 Anos... 100 Citações:
  - "No meu caso, a auto-absorção é completamente justificada. Eu nunca descobri nenhum outro assunto tão digno de minha atenção." - Nomeada.[7]
- 100 Anos... 100 Trilhas sonoras - #7.[8]

- 100 Anos... 100 Filmes (10.º Aniversário) - Nomeado.[9]

- Top 10 (Filme Mistério) - #4.[10]